# 21
21 је била проста година.

## Догађаји
- Побуна у Галији коју су предводили римски грађани, Флором и Сакровир. Побуна је брзо угушена
- Гувернер Сирије Гнеј Сенције Сатурнин.
- Побуна црвених обрва захвата доње токове Јангцеа.